# Alevkışla, Akkışla
Alevkışla là một xã thuộc huyện Akkışla, tỉnh Kayseri, Thổ Nhĩ Kỳ. Dân số thời điểm năm 2008 là 113 người.